# Harem (nahija)
Nahija Harem (ar. ناحية مركز حارم) je nahija u okrugu Harem, u sirijskoj pokrajini Idlib. Po popisu iz 2004. (prije rata), nahija je imala 12.894 stanovnika. Administrativno sjedište je u naselju Harem.